# Ultimate Queen
Ultimate Queen is een box set van de Engelse rockgroep Queen. Het bevat al hun albums van 1973 tot 1995 (met uitzondering van Greatest Hits, Greatest Hits II en Queen at the Beeb).